# Gustav Karlsson
Gustav Holger Karlsson (* 1909; † 1995) war ein schwedischer Byzantinist. Ab 1966 war er sowie Lehrstuhlinhaber und Direktor des Seminars für Byzantinistik an der Freien Universität Berlin.

## Leben
Gustav H. Karlsson wurde 1959 an der Universität Uppsala zum Dr. phil. promoviert und begann dort im selben Jahr seine Lehrtätigkeit als Dozent. Von 1966  bis 1978 war er Professor für Byzantinistik an der Freien Universität Berlin.

## Schriften (Auswahl)
- mit Nils Simonsson (Hrsg.): Studia orientalia. Memoriae Erici Gren dedicata. Uppsala 1961. OCLC 883873813.
- Idéologie et cérémonial dans l'épistolographie byzantine. Textes du Xe siècle analysés et commentés. Uppsala 1962. OCLC 460083621.
- Från Rom till Asien. Essayer och resor. Stockholm 1992, ISBN 91-7798-589-3.